# Monumento conmemorativo Campo de Concentración de Weyer/Innviertel
El Monumento conmemorativo "Campo de Concentración de Weyer/Innviertel" es un lugar que conmemora los campos de educación para el trabajo y de detención de gitanos en St. Pantaleon-Weyer. El campo se situaba en Weyer, una parte de Haigermoos que estaba incorporada en el municipio de St. Pantaleon hasta 1945.

## Historia del campo
El campo de concentración del Frente Alemán del Trabajo fue establecido por el Gauleiter Agosto Eigruber como Campo de Trabajo. Los detenidos, mayoritariamente personas de los alrededores, fueron obligados a obras de drenaje en el río Moosach. El personal fue reclutado del grupo Alpenland del mismo municipio. Después de que fallecieran cinco detenidos a consecuencia de maltratos, el asesor médico de St. Pantaleon presentó una denuncia y el fiscal de Ried acusó las autoridades del campo y los guardias. El campo de trabajo fue cerrado a principios de 1941 y el proceso se dio por concluido por orden de las autoridades. 
Desde esa fecha el campo se utilizó como campo de detención de gitanos. Se internó a romaníes austríacos (entre ellos también personas nacidas en el Innviertel), incluso a mujeres y a niños, que fueron usados para obras de drenaje de la empresa Ibm-Waidmooser. 
En noviembre de 1941 el campo de detención de gitanos fue disuelto, los 301 detenidos sobrevivientes fueron transportados en camiones de ganado de Bürmoos a través de Lackenbach al Gueto de Litzmannstadt.

## El Monumento
Con este monumento el municipio de St. Pantaleon quiere traer a las mientes la propia responsabilidad que tiene como la entonces autoridad competente para las atrocidades ocurridas en el término municipal en la Segunda Guerra Mundial. El monumento fue creado por el esculptor Dieter Schmidt de Fridolfing e inaugurado el 24 de junio de 2000. El monumento se sitúa en el término del actual municipio de St. Pantaleon y no en el recinto del campo Weyer que es ahora parte del municipio de Haigermoos. 

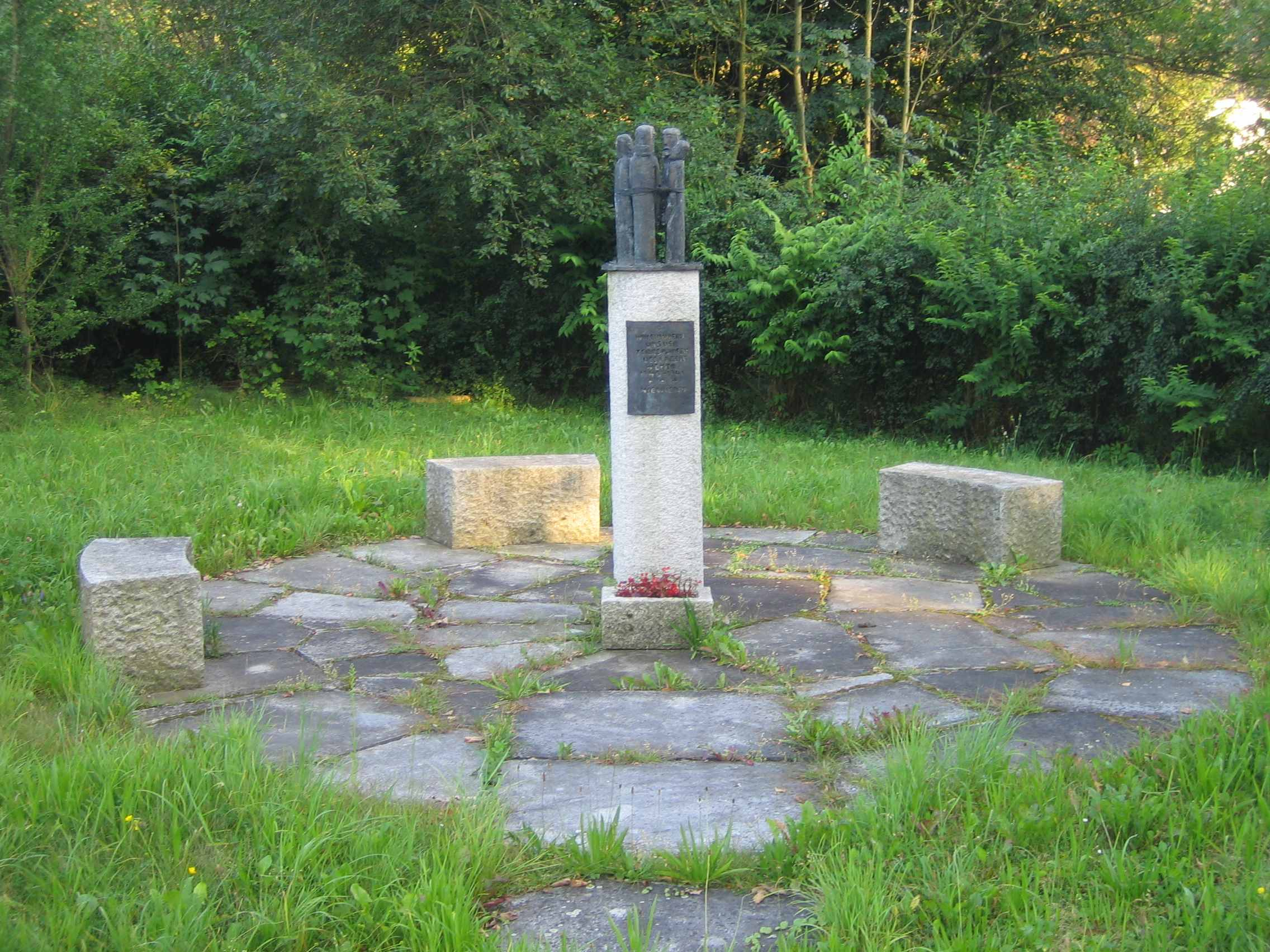
Monumento
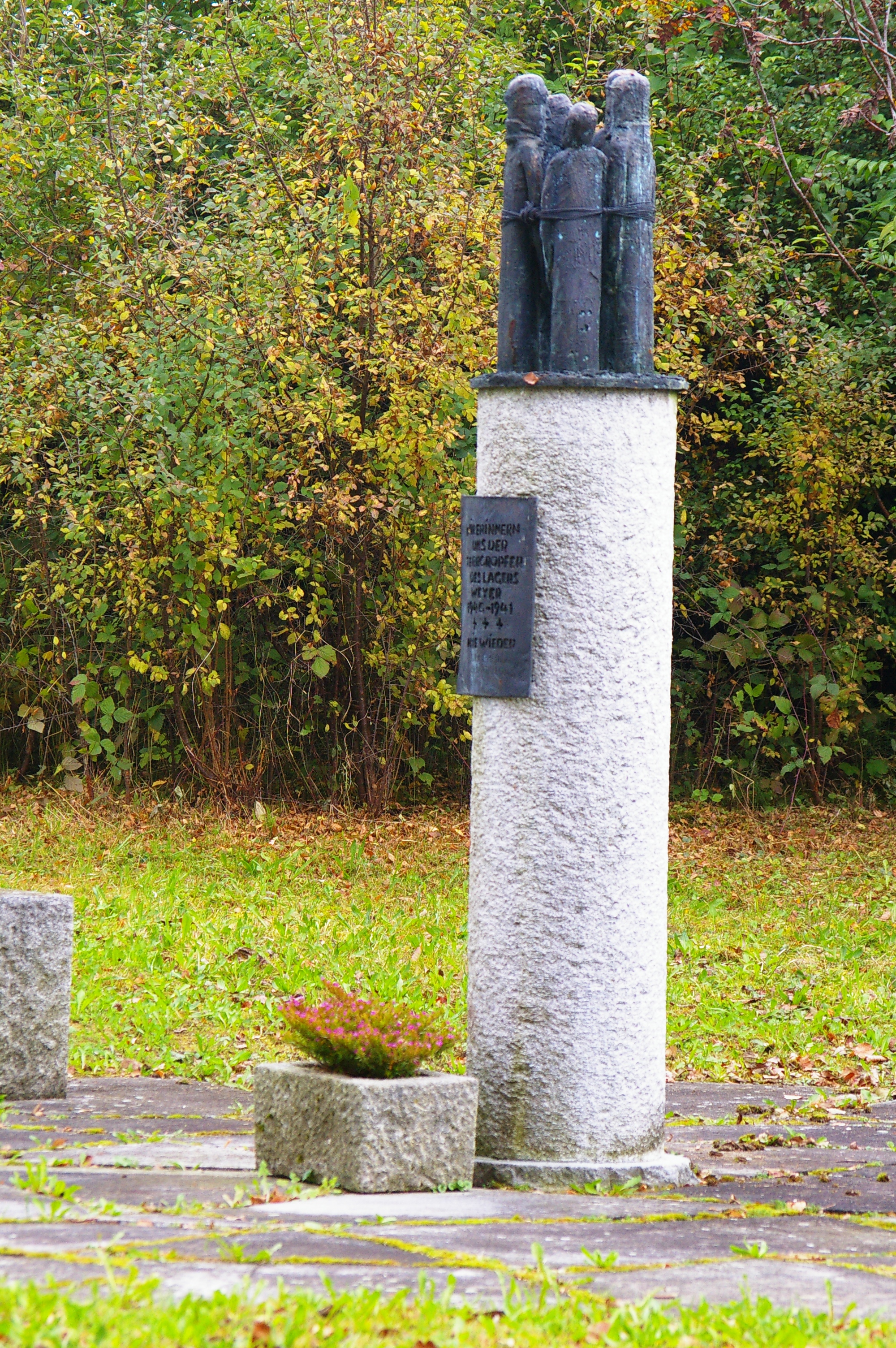
Monumento
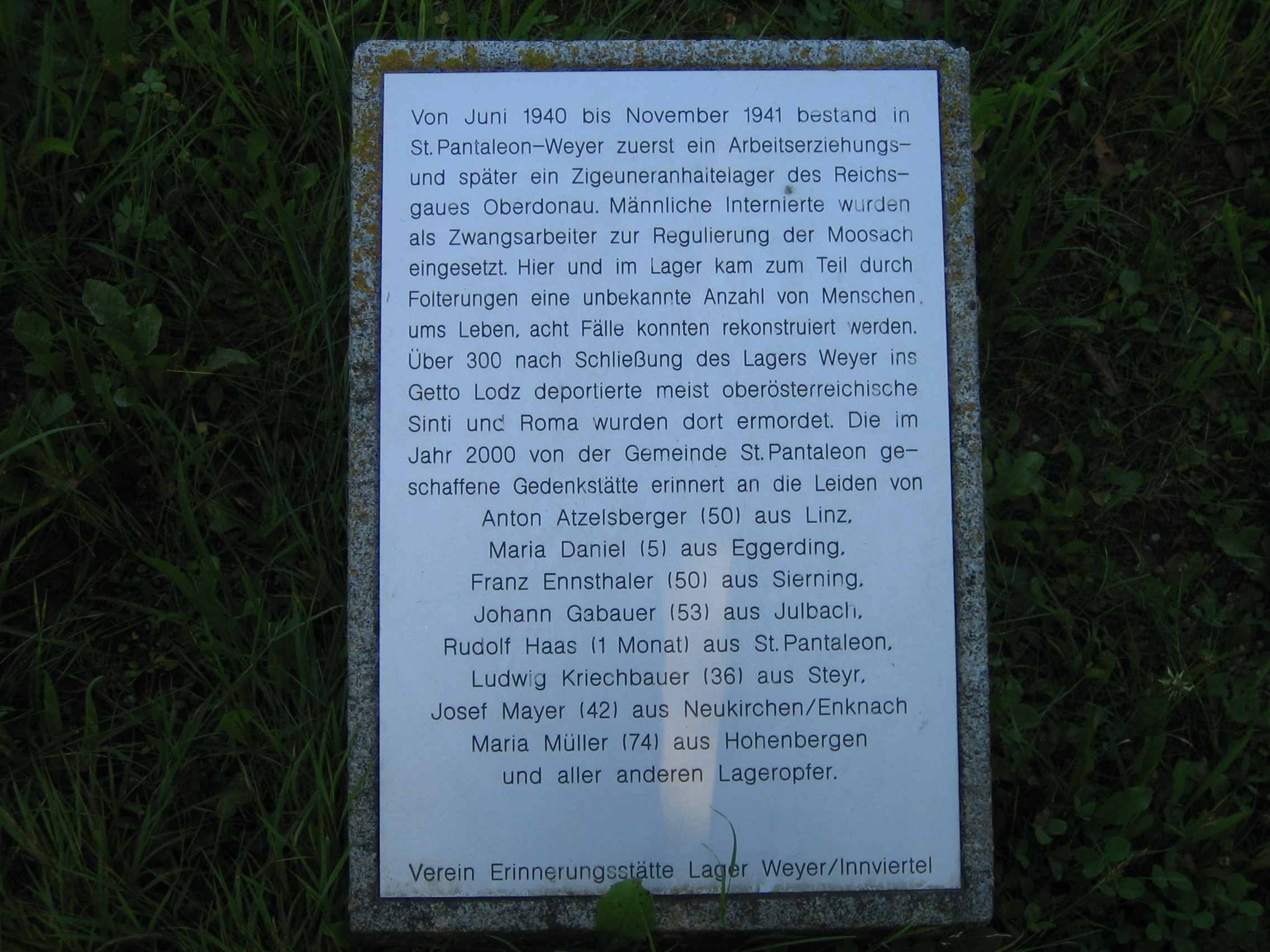
Placa conmemorativa con breve resumen de la historia del campo de concentración
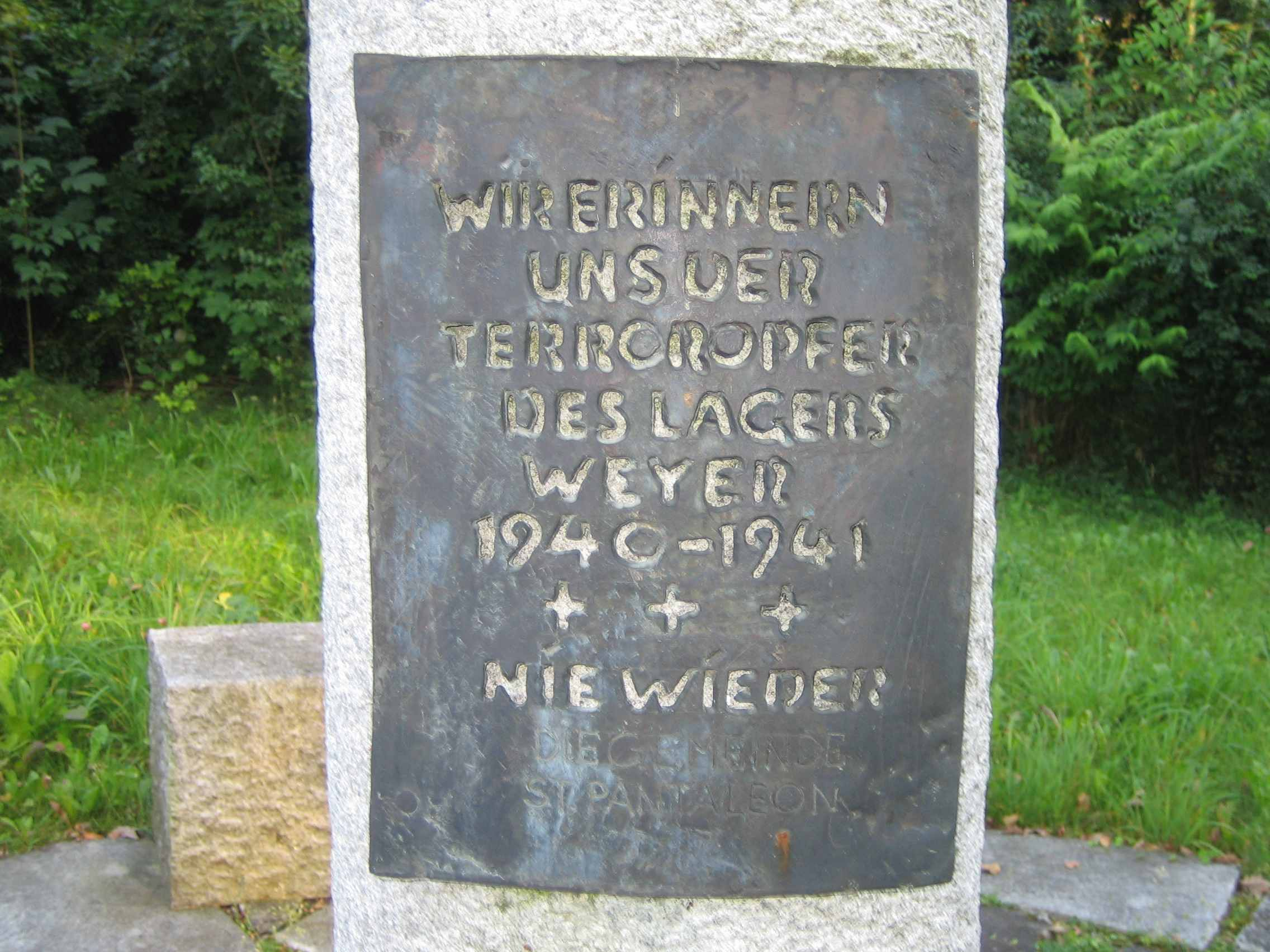
Placa conmemorativa

## El Puente de la Memoria
Un puente poco llamativo que lleva sobre el río Moosach a la proximidad inmediata del campo de concentración y conecta los dos municipios de St. Pantaleon y St. Georgen. En 2009 fue declarado "Puente de la Memoria" por los dos alcaldes Herbert Huber y Friedrich Amerhauser por iniciativa de Andreas Maislinger. Esta acción es coherente con una iniciativa a nivel del distrito de Braunau am Inn que quiere desprenderse de la imagen negativa como distrito natal del Führer y da la bienvenida a sus huéspedes con señales que dicen "Friedensbezirk" (distrito de paz). Desde 2006 unos Stolpersteine (piedras de conmemoración) han sido colocados en varios municipios del distrito.

## Enlaces
- Presencia en internet del monumento conmemorativo "Campo de Concentración de Weyer"
- Campo de Educación para el Trabajo y Campo de Detención de Gitanos Weyer (Innviertel) en Dorfzeitung.com
- Una selección de textos de Ludwig Laher de su libro "Herzfleischentartung"
- Campo de Educación para el Trabajo St. Pantaleon-Weyer